# 山口県道277号長門市停車場線
山口県道277号長門市停車場線（やまぐちけんどう277ごう ながとしていしゃじょうせん）は、山口県長門市を通る一般県道である。

## 概要
JR西日本山陰本線・美祢線 長門市駅から山口県道56号仙崎港線に至る。長門市駅前のロータリーと山口県道56号仙崎港線の間のわずか30 mほどのアクセス道路部分が県道であり、事実上駅前ロータリーと一体化している。

### 路線データ
- 起点：長門市東深川（JR西日本山陰本線・美祢線 長門市駅前）
- 終点：長門市東深川（長門市駅前交差点、山口県道56号仙崎港線交点）
- 総延長：約30 m

## 地理

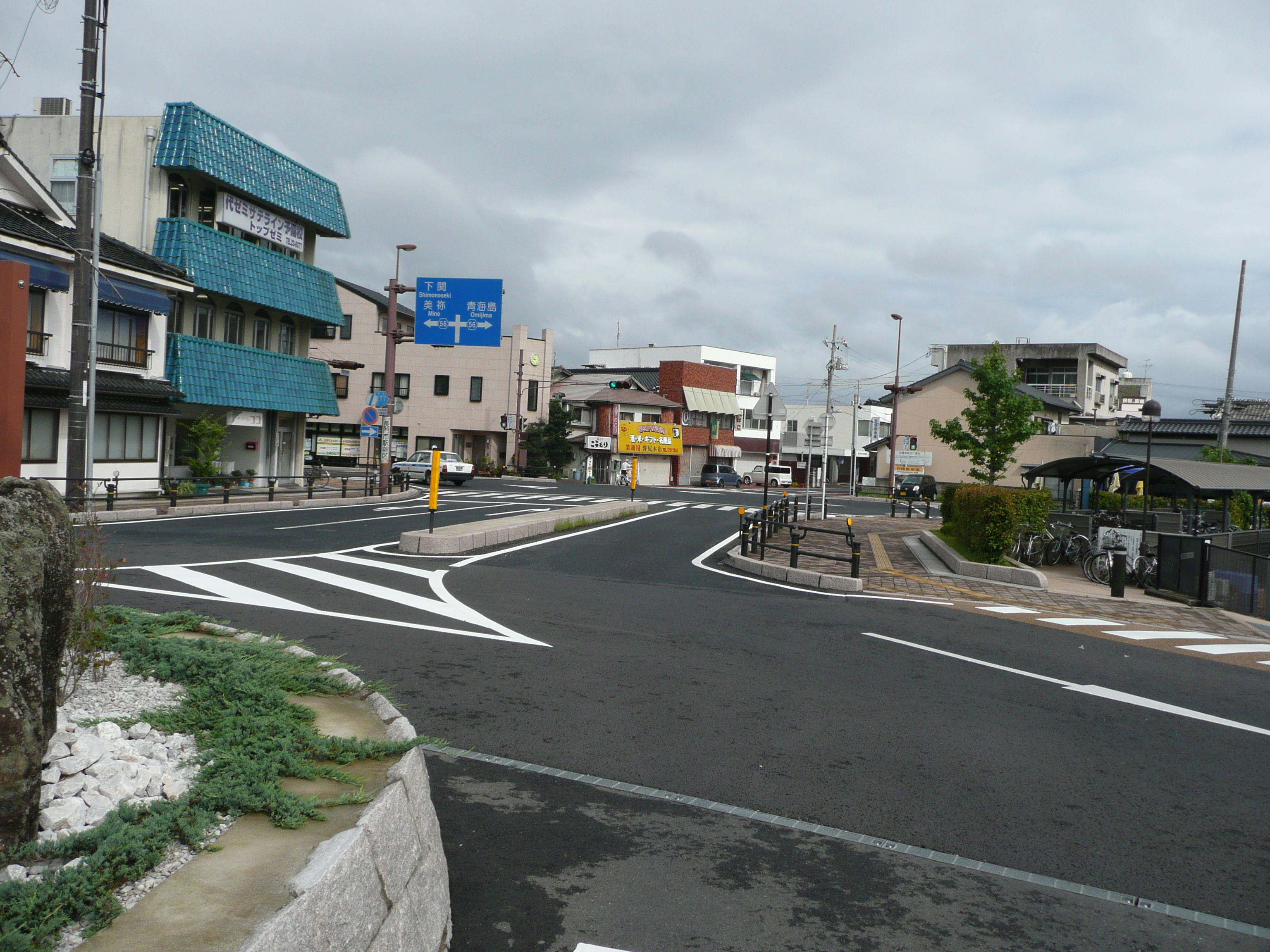
長門市停車場線全景（手前が起点、奥の交差点が終点）

### 通過する自治体
- 長門市

### 交差する道路
| 交差する道路         | 交差する場所 | 交差する場所            |
| -------------------- | ------------ | ----------------------- |
| 山口県道56号仙崎港線 | 東深川       | 長門市駅前交差点 / 終点 |

### 沿線
- JR西日本山陰本線・美祢線 長門市駅